# Парламентские выборы в Тринидаде и Тобаго (1933)
Парламентские выборы в Тринидаде и Тобаго проходили в начале 1933 года.

## Избирательная система
Законодательный совет включал 12 официальных членов (государственных служащих), шесть назначенных членов, семь избираемых членов и губернатора, который был спикером Совета. Семь выборных членов Совета избирались по семи одномандатным округам.
Избирательными правами обладали только владельцы собственности в своём избирательном округе с оценочной стоимостью $60 (или владели недвижимостью в другом месте с оценочной стоимостью $48) и арендаторы или жильцы, которые платили те же суммы в виде арендной платы. Избиратели должны были понимать разговорный английский. Любой, кто получал пособие по бедности в течение последних шести месяцев до дня голосования лишались права участвовать в голосовании. В результате таких ограничений только 6 % населения Тринидада и Тобаго имели право голосовать. 
Ограничения в отношении кандидатов в депутаты были ещё более строгими: кандидатом мог быть только мужчина, который жил в этом избирательном округе, хорошо владеющий английским языком и имеющий имущества на сумму не менее $12 000 или же имущества, с которого он получал не менее $960 в год за аренду. Для кандидатов, которые не проживали в своём избирательном округе по крайней мере год, стоимость необходимой недвижимости удваивалась.

## Результаты
В 3 избирательных округах был единственный кандидат. Три из семи избранных депутатов — Артур Эндрю Киприани, Тимоти Рудал (оба были единственными кандидатами в своих округах) и Майкл Элдуин Мэллард были кандидатами от профсоюзного движения Ассоциация рабочих Тринидада. Остальные избранные кандидаты были независимые.